# チャツモ国

SSCチャツモ

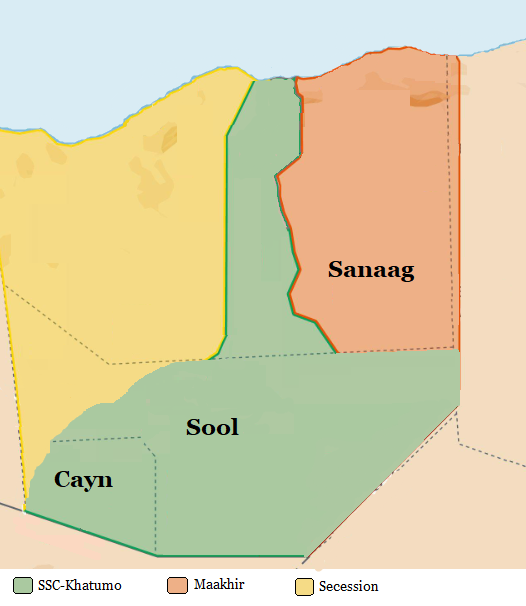
SSC地域の地図

SSC-Khaatumo

地域の標語：不明
地域の歌：不明

1. 

SSCチャツモ（ソマリ語: SSC-Khaatumo）は、ソマリア北部のSSC地域の一部を統治する自治政府。2012年から2023年まではチャツモ国（Khaatumo）と呼ばれた。首都はラス・アノド。主要氏族はハルティの支族デュルバハンテ。SSCはソマリア内戦以前の旧行政区画であるスール（Sool）、サナーグ（Sanaag）、そしてアイン（Cayn）の頭文字である。ソマリア内戦勃発後、SSC地域はソマリアから独立を宣言したソマリランドとプントランドの「国境」となっており、国境紛争が発生している。
2012年1月12日、現地の住民や長老たちの総意によりチャツモ国は建国された。だが間もなくソマリランドの攻撃を受け衰退し、また内紛によりチャツモ政府は分裂した。2017年10月20日、アリ・カリフ・ガライド大統領はソマリランドへの合流に合意するも、副大統領のアブドゥル・アグルーレは大統領就任を宣言し、形式上は存続した。
2022年12月にラス・アノドで発生した反ソマリランド政府デモをソマリランド軍が武力で鎮圧したことで大規模な武装蜂起へ繋がり、2023年2月6日にSSCチャツモの設立が宣言された。2023年10月19日、ソマリア連邦政府はSSCチャツモを暫定統治政府として承認した。
ソマリランドはチャツモを認めておらず、ラス・アノド一帯は自国の領土だと主張している。プントランドはチャツモを支援し、協力を呼び掛けているが、チャツモはプントランドからの独立も志向しており、連邦政府の承認を巡って関係の悪化が懸念されている。
2025年7月30日、SSCチャツモは北東部ソマリア州を設立することを決定した。

## 名称
正式名称はSSCチャツモ行政（ソマリ語: Maamulka SSC-Khaatumo、英語: SSC-Khaatumo Administration）。
チャツモはアラビア語で「肯定的な結論」を意味する。
2012年から2023年までの公式名チャツモ・ソマリア国（ソマリ語: Maamul Goboleedka Khaatumo ee Soomaaliya、英語: Khatumo State of Somalia）、通称チャツモ国（ソマリ語: Khaatumo,  アラビア語: ولاية خاتمة、英語: Khatumo State）。

## 歴史

### 背景
ソマリアのスール州、サナーグ州 は、1991年に独立宣言したソマリランドと1998年に独立宣言したプントランドの中間に位置する。SSC地域の住民はハルティの支族、マジェルテーン、デュルバハンテ、ワルサンガリなどが主体。
ソマリランドはソマリ族の支族イサックが建てた国であり、旧イギリス領ソマリランドの領域を領土と宣言している。SSC地域も旧イギリス領ソマリランドに含まれる。それに対してプントランドは、ソマリ人の別の支族ハルティのとりわけマジェルテーンの居住地域を主体とした国である。つまり、スール州、サナーグ州 は経歴的にはソマリランドに近く、氏族的にはプントランドに近い。そのためもあり、この地域はソマリランドに属しているかプントランドに属しているかはっきりせず、ソマリランド、プントランドのいずれも強固には実効支配していない。
そのためもあり、この地域には、これまでいくつか独立宣言した地域がある。ハルティのワルサンガリ支族が2007年にはSSC地域北部でバハンを首都としてマーヒル国の建国を宣言している。また、同じくハルティのデュルバハンテ支族がSSC地域南部で、2008年にラス・アノドを形式上の首都としてノースランド国が、2010年にHBM-SSCが独立を宣言している。このいずれも、プントランド・ソマリランド紛争などの影響で、間もなく消滅している。

### チャツモ国（2012年 - 2017年）

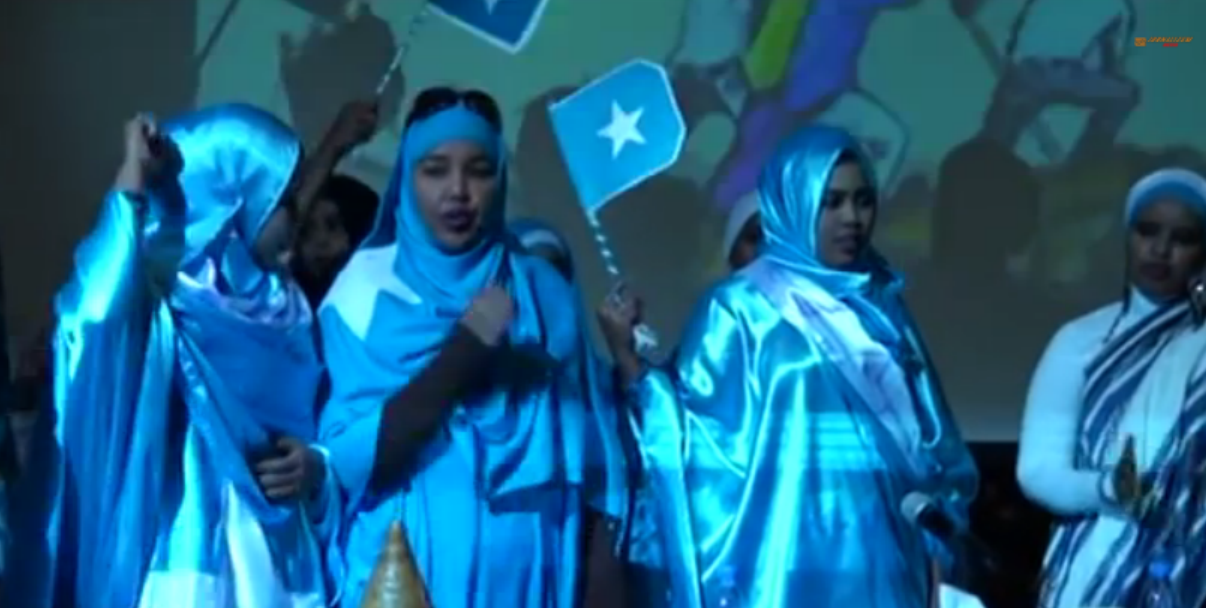
チャツモ国の建国式典（2013年）

チャツモ建国の構想は2007年から地元の政治家や住民の間で話し合われていた。ただしこの辺りはプントランド・ソマリランド紛争以降、ソマリランドに実効支配されていた。
2012年1月に建国が宣言された。首都はスール州のタレーであり、スール州の行政中心都市ラス・アノドの北東にあたる。タレーはかつてサイイド・ムハンマド・アブドゥラー・ハッサンがダラーウィーシュ国の首都を置いた土地でもある。
ソマリア内には独立宣言している地域がいくつかあるが、いずれも普通は大統領は1人である。しかし、チャツモ国には建国当時、3人の大統領が立てられた。6か月ごとに交代し、合計18か月を統治する。
- 大統領
  - Ahmed Elmi Osman (Karaash) - プントランドの元航空長官
  - Mohamed Yusuf Jama (Indhosheel)
  - Abdinuur Elmi Qaaji (Biindhe) - プントランドの元スポーツ長官
- 政府長官
  - 外務長官 Hussien Saleebaan Haji Ahmed
  - 防衛長官 Mohamed Ducaale Abdi
  - 財務長官 Osman Ahmed Jeex
  - 開発・天然資源長官 Abdikariim Farah Dhaaye
  - 福祉長官 Mohamoud Diiriye Abdi Joof
  - 内務長官 Yasiin Ahmed Sulub

2012年3月初めには、ソマリア暫定連邦政府のシェイク・シャリフ・シェイク・アフマド大統領（当時）が、チャツモ国が新生ソマリアに参加するのであれば歓迎する意を述べている。ところが3月末には、ソマリランドからの攻撃を受け、ソマリランドのメディアが報じたところによると、チャツモ軍は大きな損害を受けた。
2012年8月には、チャツモからプントランドへの亡命者から、チャツモ国の実権は極少数の人間に奪われたとする証言が寄せられている。目的を達成できなかったチャツモは1年を経たずして瓦解し始めた。
2014年8月にはアメリカで博士号を取得し、ソマリアの首相も務めたアリ・カリフ・ガライドが大統領就任を宣言、その際にチャツモの領土がプントランドに占領されており、まずは最大都市ラス・アノドを取り戻したいと述べている。だが失った求心力を完全に取り戻すことはできず、最大の支持母体であったデュルバハンテからも見限られ、2015年には国家として機能しなくなっていた。
2016年8月、ガライド大統領はソマリランドとの和平交渉を開始した。だが和平交渉をきっかけに和平派のガライド大統領とアブダラ・モハムド・カゴ＝ルール副大統領の意見が対立し、チャツモは分裂した。

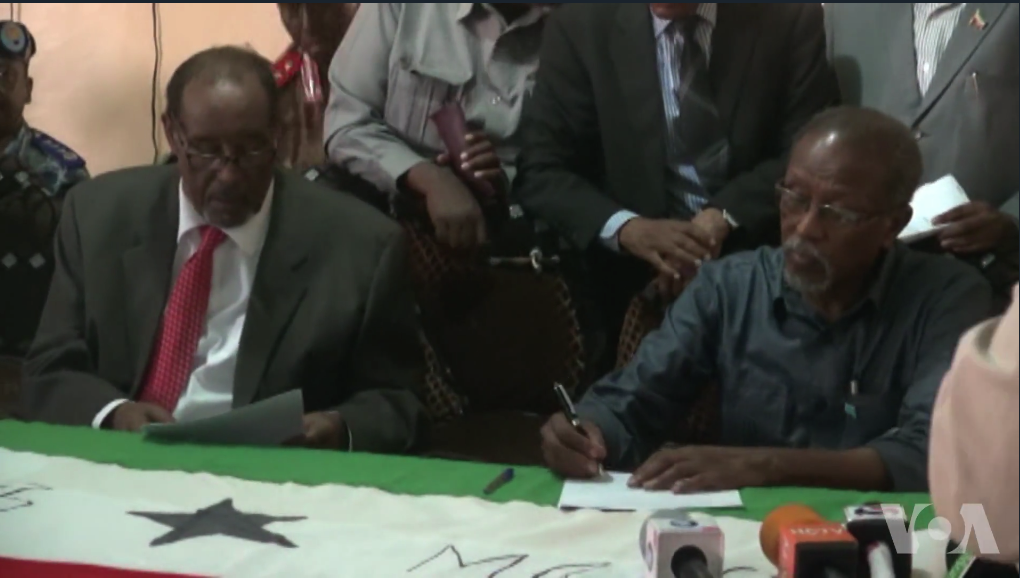
ソマリランドへの編入協定に署名するガライド大統領（2017年）

2017年10月20日にガライド大統領一派とソマリランドのアフメッド・シランヨ大統領との間で、チャツモ国がソマリランドに加わることで合意がなされた。ただしチャツモ国副大統領のアブドゥル・アグルーレはチャツモ国の大統領就任を宣言し、プントランドと共にスール地域を取り戻すと表明した。

### SSCチャツモ（2023年以降）

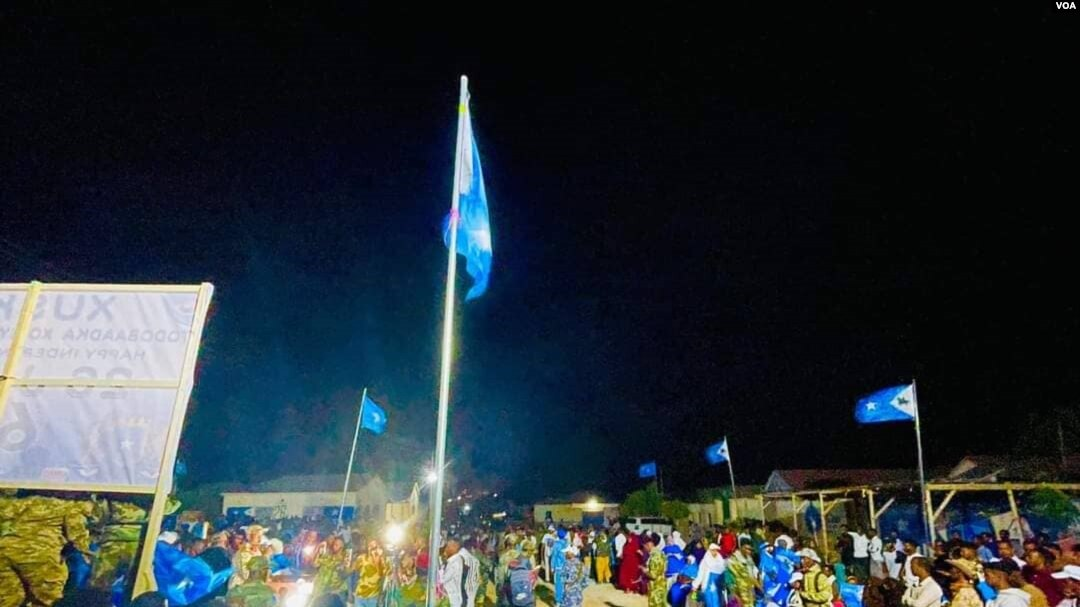
チャツモの独立記念日を祝うラス・アノド住民（2023年）

情勢の不安定化の発端は、2022年11月に任期が切れるムセ・ビヒ・アブディ大統領が大統領選挙の延期を発表したことであった。野党の正義開発党とワダニ党は抗議運動を主導したが、政府は法執行機関を用いて弾圧した。2022年8月の治安部隊と反政府デモ参加者の衝突では少なくとも5人が死亡、100人が負傷した。
12月26日、ワダニ党所属のアブディファタ・アブドゥラヒ・アブディがラス・アノドで覆面の武装集団に暗殺される事件が発生すると、アブディの地元ラス・アノドでは大規模な抗議運動が起こった。ソマリランドは警察と軍を展開し、少なくとも20人が死亡した。さらに2023年1月3日に地元の有力実業家のボディガードであったモハムド・アリ・サドルが警察によって殺害されると、反政府デモはソマリアへの合流を求めるデュルバハンテの武装蜂起へと変化した。ソマリランドは更なる衝突を避けるためにラス・アノドから撤退した。抗議運動はタレー、トゥカラクといったスール地域の他の都市に波及した。
2月6日、デュルバハンテの長老たちはSSCチャツモの設立とソマリランドからの独立を宣言した。宣言が発表される直前、ソマリランド軍はラス・アノドを攻撃し妨害を試みた。プントランド副大統領のアーメド・エルミ・オスマンは宣言を支持した。設立宣言以降SSCチャツモ軍とソマリランド軍の戦闘は激化し、5月10日時点で死者299人、負傷者1,913人を出し、20万人がラス・アノドから避難している。4月15日よりSSCチャツモとソマリランドの国境が封鎖された。
7月6日、長老たちによって45人の行政委員が選出された。行政委員会は8月5日に選挙を実施し、アブディハディール・アハメド・アウ＝アリを大統領に、モハメド・アブディ・イスマイルを副大統領に選出した。
8月25日、SSCチャツモと民兵の合同軍はラス・アノド郊外にあるソマリランド軍のGojacaddeとMaraaga基地を制圧し、ファイサル・アブディ・ブーターン将軍ら将校数名を捕虜にしたと発表した。
10月19日、アウ＝アリ大統領はソマリアの首都モガディシュでソマリアのハッサン・シェイク・モハムド大統領と会談し、ソマリア連邦政府はSSCチャツモを暫定的な自治政府として正式に承認した。SSCチャツモは連邦構成国（FMS）への昇格を目指しているが、ソマリア憲法には「連邦構成国は2州以上の内戦前の行政区画から成り立つ」と規定されており、SSCチャツモはこの要件を満たしていない。一方でガルムドゥグは規定を満たしていないにもかかわらず連邦構成国として承認されているため、SSCチャツモが認められる可能性は残されている。
2025年7月30日、ラス・アノドで開催された集会で、SSCチャツモ、マーヒル、SSC地域の住民の代表は北東部ソマリア地域州（ソマリ語: Dowlad Goboleedka Waqooyi Bari Soomaaliya、英語: Northeastern Somali Regional State）を設立することで合意した。暫定知事にはAli Yusuf Hoshが選ばれた。SSC地域の領有権を主張するソマリランドとプントランドは北東ソマリア州設立に強く反発している。

## 主要都市
- アイナバ
- ボアメ
- ブーホードレ
- エリガボ
- フィキフリエ
- ラス・アノド
- タレー
- ウィドウィド
- ヤゴリ
- フドゥン